# 武吉加拉南站
武吉加拉南站位於吉隆坡武吉加拉，是巴生谷加影线和环状线的一个未来规划车站。